# Chevington (Suffolk)
Pour les articles homonymes, voir Chevington.
Chevington est un village et une paroisse civile du Suffolk, en Angleterre.